# Alexander Hysén
Glenn Alexander Hysén (* 12. května 1987, Göteborg, Švédsko) je švédský fotbalový brankář a bývalý mládežnický reprezentant, v současnosti hráč klubu IFK Göteborg.
Jeho otcem je bývalý fotbalista a trenér Glenn Hysén, bratry fotbalisté Tobias Hysén a Anton Hysén.

## Reprezentační kariéra
Byl členem švédské mládežnické reprezentace U21.